# سیلویا باتای
سیلویا باتای (با نام اصلی سیلویا ماکلِس; زادهٔ ۱ نوامبر ۱۹۰۸ – درگذشتهٔ ۲۲ دسامبر ۱۹۹۳) بازیگر فرانسوی با تبار یهودی-رومانیایی بود.
از فیلم‌ها یا برنامه‌های تلویزیونی که وی در آنها نقش داشته‌است می‌توان به جنایت آقای لانژ و یک روز در ییلاق اشاره کرد.
او در بیست‌سالگی با نویسنده ژرژ باتای ازدواج کرد که حاصل آن دختری به‌نام لورانس باتای (۱۹۳۰–۱۹۸۶) بود که بعدها روان‌کاو شد.
سیلویا و ژرژ باتای در سال ۱۹۳۴ از هم جدا شدند اما طلاق رسمی آن‌ها تا سال ۱۹۴۶ انجام نشد. از سال ۱۹۳۸، او با روان‌کاو سرشناس ژاک لکان در رابطه بود و در سال ۱۹۴۱ صاحب دختری به‌نام ژودیت میلر شد. سیلویا باتای سرانجام در سال ۱۹۵۳ با ژاک لکان ازدواج کرد.
باتای که شاگرد شارل دولن بود، فعالیت تئاتری خود را با گروه آگیت‌پرپ گروه اکتبر به کارگردانی ژاک پره‌ور آغاز کرد. نخستین بازی سینمایی‌اش در سال ۱۹۳۳ بود و در سال ۱۹۳۶ در یکی از به‌یادماندنی‌ترین نقش‌های خود در فیلم یک روز در ییلاق به کارگردانی ژان رنوار ایفای نقش کرد. آخرین حضور او در سینما به سال ۱۹۵۰ بازمی‌گردد.